# Escuela Superior de Física y de Química Industriales de París
La Escuela Superior de Física y de Química Industriales de París (ESPCI) es una de las escuelas integradas en ParisTech.  
Es una escuela de formación de ingenieros fundada en 1882. Situada sobre la Montaña Santa Genoveva en el V° distrito de París (V° arrondissement) de París. Cada año forma promociones de alrededor de ochenta alumnos que formalizarán cuatro años de estudios después de las clases preparatorias. El mercado de esta escuela están esencialmente en la investigación y el desarrollo (I+D o R&D en francés).
En un modesto hangar de esta Escuela fueron descubiertos tres elementos radiactivos: el polonio y el radio por Marie y Pierre Curie y el actinio por André Debierne.
Desde hace unos años la Escuela tiene un espacio abierto al público con el objetivo de aproximar la ciencia a los ciudadanos, es el Espacio de las Ciencias de París.